# كانغاس دي أونيس
بلدية كانغاس دي أونيس (بالإسبانية: Cangas de Onís) هي بلدية تقع في منطقة أستورياس شمال غرب إسبانيا.

## الديموغرافيا
بلغ عدد سكان بلدية كانغاس دي أونيس 6.786 نسمة عام 2011 (وفقاً للمعهد الوطني للإحصاء الإسباني).
| 6.285 | 6.287 | 6.326 | 6.574 | 6.599 | 6.761 | 6.786 |

## توأمة
لكانغاس دي أونيس اتفاقيات توأمة مع كل من:
- ليون
- أوش